# Hélio Moreira
Hélio, właśc. Hélio Moreira (ur. 24 grudnia 1926 w Vassouras) – brazylijski piłkarz, występujący na pozycji defensywnego pomocnika.

## Kariera klubowa
Ferreira występował w Américe Rio de Janeiro.

## Kariera reprezentacyjna
W reprezentacji Brazylii Hélio zadebiutował 12 czerwca 1956 w wygranym 2-0 meczu z reprezentacją Paragwaju, którego stawką było Copa Oswaldo Cruz 1956. Ostatni raz w reprezentacji wystąpił 24 czerwca 1956 w wygranym 2-0 meczu z reprezentacją Urugwaju, który odbywał się w ramach Copa del Atlantico 1956.